# Кашкин, Пётр Тимофеевич
Пётр Тимофеевич Кашкин — советский хозяйственный, государственный и политический деятель, Герой Социалистического Труда.

## Биография
Родился в 1912 году в Эртиле. Член КПСС.
Участник Великой Отечественной войны, лейтенант командиром роты 2-го отдельного стрелкового батальона 124-й отдельной стрелковой бригады 62-й армии, заместитель по политчасти начальника временного военно-санитарного поезда № 1078. С 1946 года — на хозяйственной, общественной и политической работе. В 1946—1956 гг. — директор Бологовского зоотехнического техникума, директор Завидовской птицефабрики Конаковского района Калининской области.
Указом Президиума Верховного Совета СССР от 2 марта 1966 года присвоено звание Героя Социалистического Труда с вручением ордена Ленина и золотой медали «Серп и Молот».
Делегат XXIII съезда КПСС.
Умер в Калинине в 1988 году.